# تیم، آکسفوردشر
latitudeتیم، آکسفوردشرlongitudeتیم، آکسفوردشر
تیم، آکسفوردشر (به انگلیسی: Thame) یک منطقهٔ مسکونی در انگلستان است که در جنوب شرقی انگلستان واقع شده‌است.

## خصوصیات
تیم ۱۱٬۰۷۲ نفر جمعیت دارد.